# Varsi
Varsi är en ort och kommun i provinsen Parma i regionen Emilia-Romagna i Italien. Kommunen hade 1 185 invånare (2018).